# 天水るみ
天水 るみ（あまみ るみ）は日本の女性声優。主にアダルトゲームに出演。

## 出演作品

### ゲーム

#### 2006年
- MOZU（清水 サツキ）
- 肉助の桃色修学旅行（牧村 こだま、つばめ）
- 逃亡者毒島音露 〜離島の海女編〜（久地木 美亜）
- もめ!乳姉妹かていきょうし11人 〜生揺れムービー付き〜（青空 ヒメウ、青空 ニオ）

#### 2007年
- 黒髪少女隊えくすて!（山本 静、ジャスミン）
- ちょこす 〜メイドさんのご奉仕〜（七尾 ともえ）
- SHOGUN8（出雲エリカ、マーシャ・M・ラドルファス）
- ふたなりクリニック 〜カルテ＃1：御堂春日〜（御堂 春日）
- チアもえ（高雄 景子）
- 王賊（エルネア、ミゼ）
- ふたなりクリニック 〜カルテ＃2：佐渡夏樹〜（御堂 春日）
- まじよめ（闇廻間 エリッシュバッハ）
- お嬢様をいいなりにするゲーム（来島 梢）

#### 2008年
- カラフルウィッシュ 〜12コのマジ★キュン!〜（結愛）
- 魔都拳侠傳マスクドシャンハイ（鄭 蘋茹、渾沌）
- 霞外籠逗留記（令嬢）
- 夫の隣で夜這いされる豊乳肉便器妻 結城千草（配役不明）※　同人ゲーム

| スタブアイコン | サブスタブ | この項目は、まだ閲覧者の調べものの参照としては役立たない、人物に関連した書きかけの項目です。この項目を加筆・訂正などしてくださる協力者を求めています（P:人物伝/PJ:人物伝）。 |